# Quake III: Arena - Elite Edition
Quake III: Arena - Elite Edition is een videospel voor het platform Linux. Het spel werd uitgebracht in 1999. 